# Prefektura Točigi

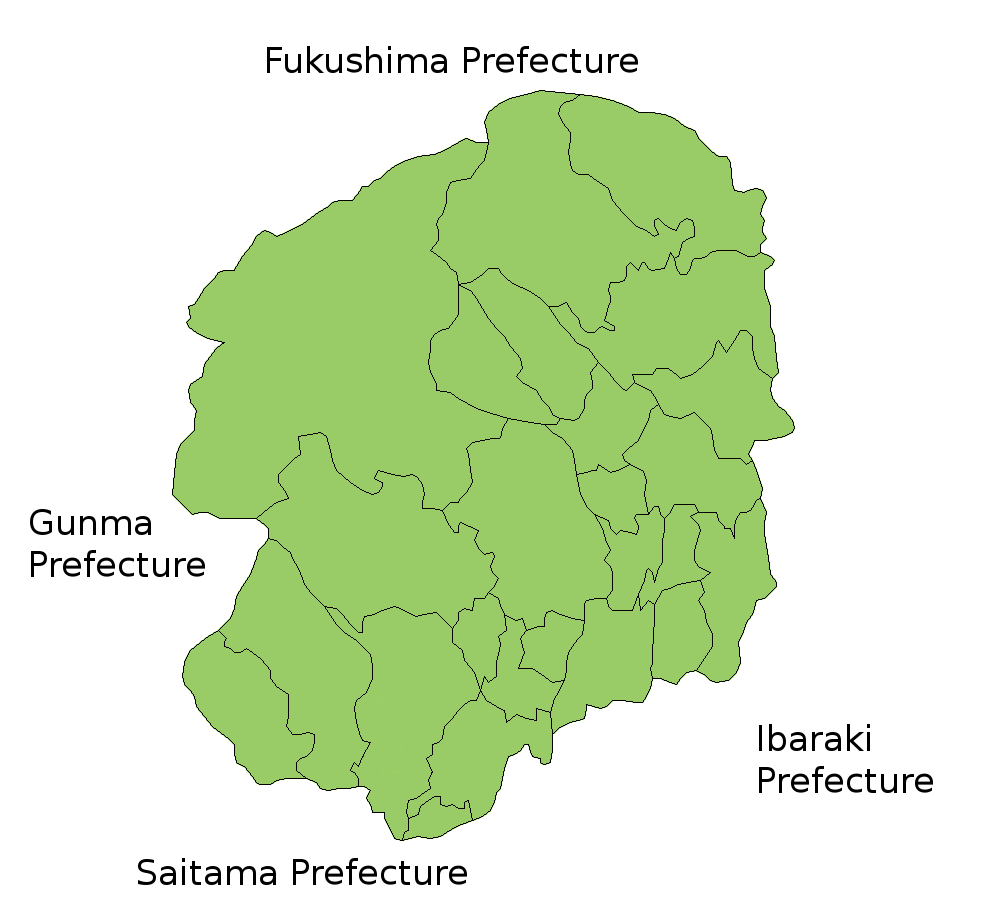
Mapa prefektury Točigi

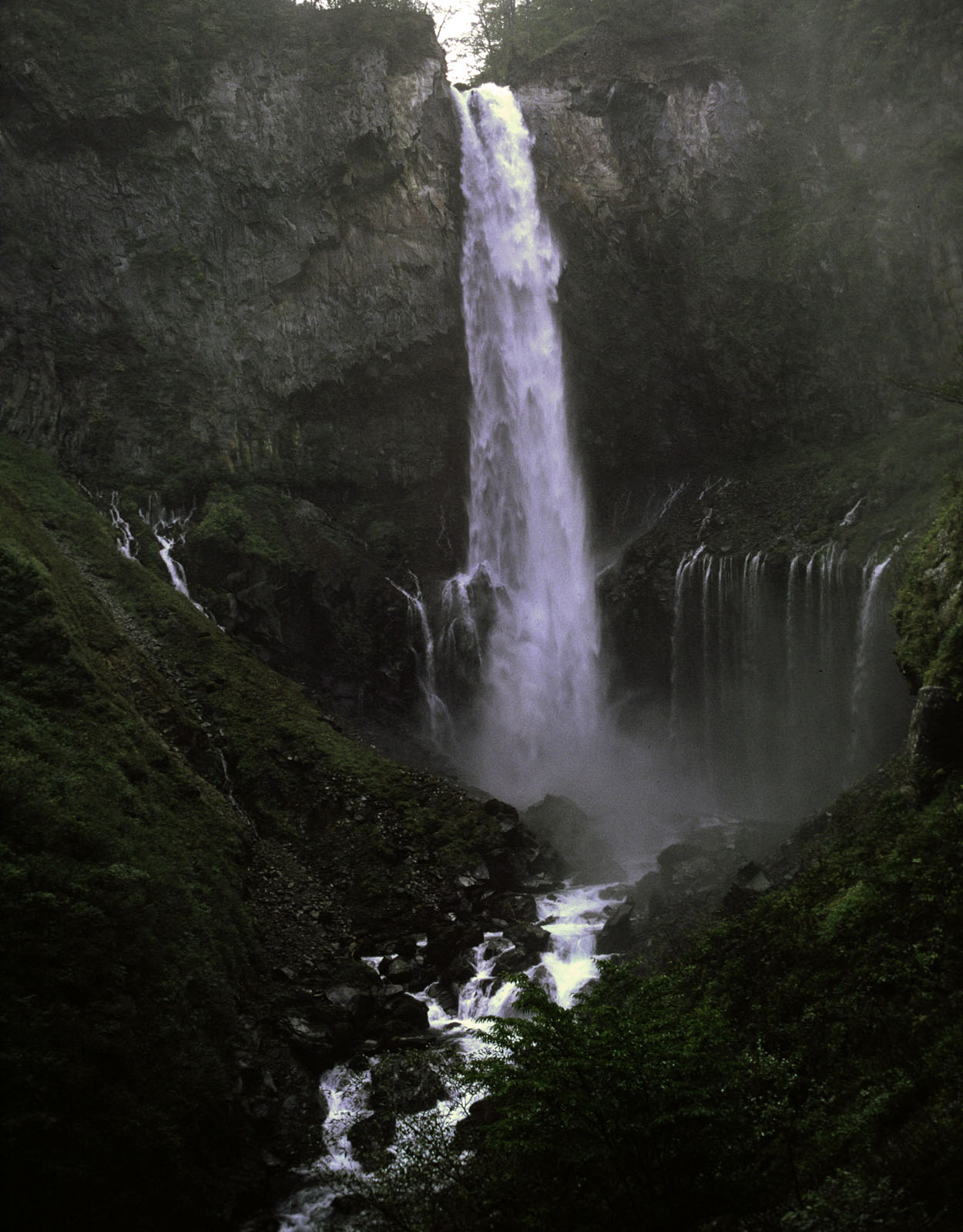
Vodopád Kegon v Nikkó

Prefektura Točigi (japonsky: 栃木県, Točigi-ken) je jednou ze 47 prefektur Japonska. Nachází se v regionu Kantó na ostrově Honšú. Hlavním městem je Ucunomija.
Prefektura má rozlohu 6 408,28 km² a k 1. lednu 2005 měla 2 016 196 obyvatel.

## Historie
Před tím než byl ustanoven současný systém prefektur, tvořilo území dnešní prefektury Točigi provincii Šimocuke.
Založením Nikkó Tóšógú v roce 1617 se Nikkó stalo významným místem na mapě Japonska období Edo. Šógunát Tokugawa nechal vybudovat Nikkó kaidó (日光街道), cestu spojující města Nikkó a Edo, a pořádal na ní obrovská procesí k uctění památky Iejasua Tokugawy, prvního šóguna z rodu Tokugawa.

## Geografie

### Města
V prefektuře Točigi leží 14 velkých měst (市, ši):
| - Ašikaga (足利) - Jaita (矢板) - Kanuma (鹿沼) - Mooka (真岡) - Nasukarasujama (那須烏山) | - Nasušiobara (那須塩原) - Nikkó (日光) - Ojama (小山) - Ótawara (大田原) - Sakura (さくら), vzniklo 28. 3. 2005 spojením městysů Kicuregawa (喜連川) a Udžiie (氏家) | - Sano (佐野) - Šimocuke (下野) - Točigi (栃木) - Ucunomija (宇都宮 hlavní město) |

## Zajímavosti
V prefektuře leží město Nikkó jehož šintoistické svatyně (Nikkó Tóšógú a Futarasan) a buddhistické chrámy (Rinnódži) jsou zapsány na Seznamu světového dědictví UNESCO.
Populární turistickou atrakcí byl i 97metrový vodopád Kegon ležící rovněž v Nikkó.